# 바벨 (크라쿠프)

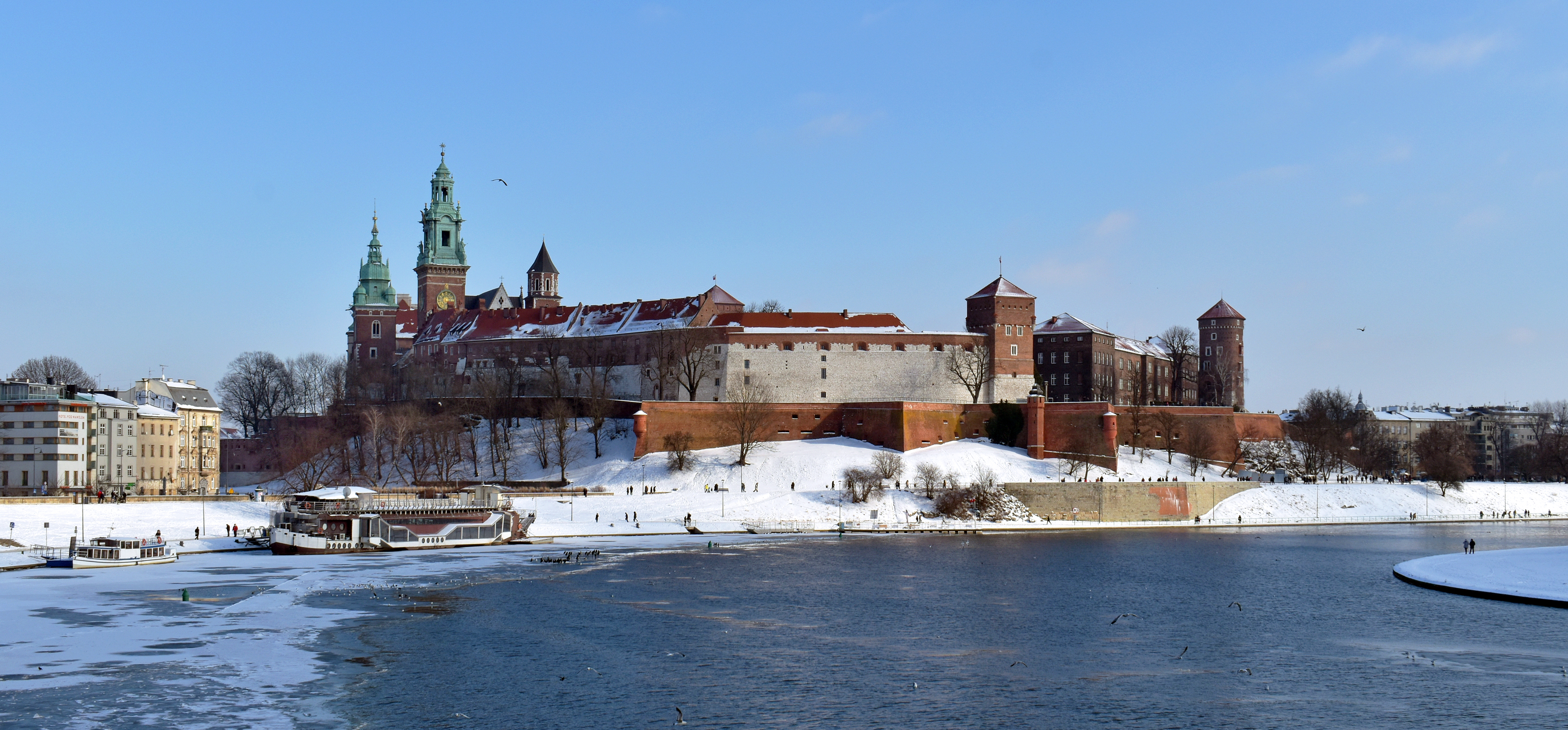
바벨

바벨(폴란드어: Wawel)은 폴란드 마워폴스카주 크라쿠프에 있는 언덕이다. 언덕에는 바벨성과 바벨 대성당이라는 두 개의 역사적인 건물 단지가 있다.